# Padam, padam... (canción de Édith Piaf)
Padam, padam... es una canción de amor a ritmo de vals interpretada y popularizada en la voz de Édith Piaf, escrita por Henri Contet y compuesta por Norbert Glanzberg. Fue grabada en sencillo en 1951 con la orquesta de Robert Chauvigny, y posteriormente formó parte de su disco Récital À l'Olympia, grabado en el Teatro Olympia de París en 1955. Uno de los grandes éxitos internacionales del repertorio de la artista y también de la chanson.

## Historia
Norbert Glanzberg y Henri Contet componen y escriben esta canción inspirada en la vida de Édith Piaf, con aires de vals musette, un tema como su vida, a la vez triste, conmovedora, dolorosa, alegre y ardiente, con los recuerdos sentimentales inquietantes de antiguos amantes, en particular de su gran amor el boxeador Marcel Cerdan, quien trágicamente desapareció accidentalmente a los 33 años en un vuelo de París a Nueva York, donde viajaba para encontrarse con ella. Padam alude a Paname (París en jerga parisina), escenario central de la vida y obra de la artista. Incluso antes de su producción, la canción fue coreada por el público del ABC (music hall) de París, donde Piaf la estrenó en 1951.

## Versiones
La canción ha sido interpretada posteriormente, entre otros, por Jacqueline François (1952), Tony Martin (1952), Petula Clark (1953), Patachou (1959), Eddy Mitchell (Madam, Madam, álbum Rock 'n' Twist, 1961), Sacha Distel (Madam’ Madam’, 1961), Catherine Ribeiro (álbum Le blues de Piaf, 1977), Mireille Mathieu (álbumes Les Grandes Chansons françaises, 1985, Mireille Mathieu chante Piaf, 1993, Made in France, 2017), Arthur H (1990), Michèle Torr (1997), Georgette Lemaire (1997), Régine (1997), Ann Christy (2000), Patrick Bruel (álbum Entre deux à l'Olympia, 2002), Isabelle Georges (2011), Patricia Kaas (álbum Kaas chante Piaf, 2012), Zaz (2012), Juliette Noureddine (2018), Chimène Badi (álbum Chimène chante Piaf, 2023), Raphael (en español, álbum Ayer...aún, 2024).

## Espectáculo musical
- 2010: Padam Padam (espectáculo), inspirado en la vida de Norbert Glanzberg en el Théâtre La Bruyère.

## Cine
- 1974: Piaf, de Guy Casaril, film biográfico sobre la vida de Édith Piaf.
- 1989: Hiver 54, l'abbé Pierre, de Denis Amar.
- 2007: La Môme, de Olivier Dahan, film biogrpafico sobre la vida de Édith Piaf, con Marion Cotillard.